# Allan Simonsen (Fußballspieler)
Allan Simonsen (* 15. Dezember 1952 in Vejle, Dänemark) ist ein ehemaliger dänischer Fußballspieler und -trainer.
Er wurde 1977 mit dem Ballon d’Or als „Europas Fußballer des Jahres“ ausgezeichnet. Seine größten Erfolge hatte er in den 1970er Jahren mit Borussia Mönchengladbach und später mit dem FC Barcelona. Später arbeitete Simonsen als Nationaltrainer von Luxemburg und den Färöern.

## Karriere

### Verein

#### Anfänge
Anfang der 1960er Jahre trat Simonsen dem Verein aus seiner Geburtsstadt, Vejle BK, bei und wurde dort in der Jugendabteilung fußballerisch ausgebildet. Mit 18 Jahren debütierte er im März 1971 in der Seniorenmannschaft in Dänemarks erster Liga und gewann die Meisterschaft. Im folgenden Jahr war der Offensivspieler fester Bestandteil der Mannschaft und holte mit den Jütländern das Double aus Meisterschaft und Pokal.
Der wendige Stürmer, der sich trotz seiner geringen Körpergröße von nur 1,65 m auch als kopfballstark erwies, erhielt 1972 eine Berufung in Dänemarks Olympiamannschaft. Bei den Spielen in München schied das Team in der Zwischenrunde aus; Simonsen jedoch war der auffälligste Spieler Dänemarks, der in allen sechs Partien zum Einsatz kam und drei Tore schoss.

#### Wechsel in die Bundesliga und der Durchbruch
Einer der Beobachter im Münchener Olympiastadion (Spielort der Olympischen Spiele in München) war Hennes Weisweiler, Trainer von Borussia Mönchengladbach, der Simonsen verpflichtete. Er holte den Stürmer für 200.000 DM Ablöse an den Bökelberg.
Simonsen hatte anfangs Schwierigkeiten mit der harten Spielweise in der Bundesliga. In den ersten beiden Jahren kam er lediglich auf 17 Einsätze (zwei Tore) in der Bundesliga. Er sollte daraufhin wieder verkauft werden, doch fand sich kein Interessent. Die Saison 1974/75 brachte für ihn schließlich den Durchbruch: Er wurde in allen 34 Partien eingesetzt, erzielte 18 Tore und bildete mit Jupp Heynckes (27 Tore, Torschützenkönig) und Henning Jensen (13 Tore) eine der erfolgreichsten Sturmreihen der Liga. Borussia Mönchengladbach wurde deutscher Meister. Ebenso erzielte Simonsen im Europapokal acht Tore und erreichte mit seinem Team die Endspiele des UEFA-Pokals, in denen Twente Enschede mit 0:0 und 5:1 besiegt wurde; Simonsen erzielte zwei Tore. Im nächsten Jahr verteidigte die Borussia mit Udo Lattek als neuem Trainer den Meistertitel. Mit 16 Treffern war Simonsen bester Angreifer seiner Mannschaft, und mit einem Tor am vorletzten Spieltag bei Kickers Offenbach (1:1) sicherte er Gladbach den ersten Platz.
1977 sollte Simonsens erfolgreichstes Jahr werden: Borussia Mönchengladbach gewann die dritte Meisterschaft hintereinander (zwölf Tore von Simonsen). die Elf stand im Finale des Europapokals der Landesmeister, in dem man dem FC Liverpool mit 1:3 unterlag. Simonsen erzielte den Treffer zum Ausgleich. Als erster Däne wurde er mit dem Ballon d’Or als „Europas Fußballer des Jahres“ ausgezeichnet. Er blieb der Borussia noch zwei weitere Jahre treu und stand 1979 wieder im Finale des UEFA-Pokals, nachdem er im Wettbewerb acht Tore in acht Spielen erzielt hatte. Nach einem 1:1 bei Roter Stern Belgrad genügte im Rückspiel in Düsseldorf das von Simonsen erzielte Tor zum 1:0 zum Titelgewinn.

#### Wechsel nach Spanien
Nach dem Titelgewinn wechselte Simonsen für eine Ablösesumme von rund 1,3 Millionen DM zum FC Barcelona. In seiner Premierensaison (1979/80) erzielte er zehn Treffer und war damit bester Torschütze der Katalanen. Die Mannschaft wurde mit Bernd Schuster und Quini weiter verstärkt und gewann 1981 den spanischen Pokal. Im nächsten Jahr gewann er unter seinem alten Trainer Udo Lattek den Europapokal der Pokalsieger. Beim 2:1-Finalsieg gegen Standard Lüttich erzielte er den Ausgleich und bereitete den Siegtreffer von Quini vor. Im Sommer 1982 wurde mit dem Argentinier Diego Maradona ein dritter Ausländer verpflichtet (neben Simonsen und Schuster), weshalb Simonsen einen Vereinswechsel vorzog, da seinerzeit nur der gleichzeitige Einsatz zweier Ausländer pro Mannschaft erlaubt war.

#### Charlton Athletic und Karriereausklang
Simonsen schloss sich im November 1982 Charlton Athletic an, die in der Second Division spielten. Seine Verpflichtung überforderte aber die finanziellen Möglichkeiten des Londoner Zweitligisten, für dessen Team er sich außerdem als überqualifiziert erwies. Der Däne musste schleunigst wieder auf die Transferliste, zumal Barça noch einen Teil der Ablösesumme anmahnte. Schon im Sommer kehrte der Spieler nach drei Monaten nach Dänemark zurück und er schloss sich seinem alten Verein Vejle BK an. Nach einer schweren Verletzung gewann er mit Vejle 1984 eine weitere Meisterschaft. Mit 37 Jahren beendete Simonsen im November 1989 seine Karriere.

### Karriere in der Nationalmannschaft
Im Juli 1972 absolvierte der damals 19-Jährige im Spiel gegen Island sein Debüt in der dänischen Nationalmannschaft. Beim 5:2-Sieg erzielte er zwei Tore und war fortan Stammspieler. Doch mit der Nationalmannschaft hatte Simonsen zunächst wenig Erfolg und konnte sich für kein großes Turnier qualifizieren.
Erst Anfang der 1980er Jahre, als der deutsche Trainer Josef Piontek die zahlreichen dänischen Fußballprofis im Ausland zu einer erfolgreichen Mannschaft formte, kamen erste Erfolge. Simonsen wurde ihr Kapitän. Die Mannschaft qualifizierte sich erstmals für ein großes Turnier, die EURO 1984 in Frankreich. Dies war der Beginn der erfolgreichsten Zeit des dänischen Fußballs. Simonsen bestritt als Kapitän das Eröffnungsspiel der Europameisterschaft in Paris gegen den späteren Titelträger Frankreich. In diesem Spiel prallte er mit seinem Gegenspieler Yvon Le Roux zusammen und brach sich das Bein. Vom Krankenbett aus verfolgte er das Abschneiden der dänischen Mannschaft, die erst im Halbfinale an Spanien scheiterte. Diese Verletzung leitete das Ende seiner internationalen Karriere ein.
Simonsen fuhr zwar noch mit zur WM 1986 nach Mexiko (erste WM-Teilnahme Dänemarks), doch der inzwischen 33-Jährige wurde lediglich im dritten Vorrundenspiel gegen Deutschland eingewechselt (2:0).
Am 24. September 1986 nahm er seinen Abschied aus der Nationalmannschaft.

## Karriere als Trainer
Nach dem Ende seiner aktiven Laufbahn wechselte Simonsen 1990 ins Management von Vejle BK, wo er bis 1994 arbeitete und ins Trainerfach wechselte. Von 1994 bis 2001 coachte er die färöische Fußballnationalmannschaft und von 2002 bis 2004 Luxemburg. Von 2011 bis 2013 folgte eine Anstellung als Sportdirektor (konceptmanager) beim dänischen Zweitligisten FC Fredericia.

## Erfolge

### Titel und sonstige Erfolge mit seinen Mannschaften
- Dänische Meisterschaft: Meister 1971 und 1984
- Dänischer Pokal: Pokalsieger 1972
- Deutsche Meisterschaft: Meister 1975, 1976 und 1977
- DFB-Pokal: Sieger 1973
- UEFA-Pokal: Finalist 1973 und Sieger 1975 und 1979
- Europapokal der Landesmeister: Finalist 1977
- Europapokal der Pokalsieger: Sieger 1982
- Spanischer Pokal: Sieger 1981

### Persönliche Erfolge
- Ballon d’Or („Europas Fußballer des Jahres“): 1977
- Torschützenkönig des Europapokals der Landesmeister 1977/78
- Torschützenkönig des UEFA-Pokal 1978/79
- Mitglied der Hall of Fame des dänischen Sports seit 1995
- Einstufung als Weltklasse in der Rangliste des deutschen Fußballs: Winter 1975/76, Sommer 1977, Winter 1977/78

## Privates
Allan Simonsen ist geschieden, Vater einer Tochter und lebt in seiner Geburtsstadt Vejle.